# Північна провінція Пхьонан
Півні́чна прові́нція Пхьона́н (кор. 平安北道, 평안북도, Пхьонан-пукто) — провінція Корейської Народної Демократичної Республіки. 
Розташована на північному заході Корейського півострова, на північному заході Республіки, на кордоні з Китаєм. Омивається водами Жовтого моря. Утворена 1949 року на основі північно-західної частини історичної провінції Пхьонан. 
Адміністративний центр — місто Сінийджу. Скорочена назва — Пхьонан-Північ (кор. 平北, 평북, Пхьопук).